# 百部
百部（学名：Stemona japonica）亦称蔓生百部，婆妇草，药虱药，是百部科的植物。分布于日本以及中国大陆的江西、安徽、浙江、江苏等地，生长于海拔300米至400米的地区，多生长于山坡草丛、路旁以及林下。块根可入药，有毒性。外用可驱除蚊虫，内服有止咳的功能。

## 形态
百部为多年生草本，地下簇生纺锤状肉质块根，茎上部攀援它物上升。卵形叶，2-4片轮生节上。初春开淡绿色花，花梗贴生于叶主脉上，像花从叶上长出一样。

## 外部連結

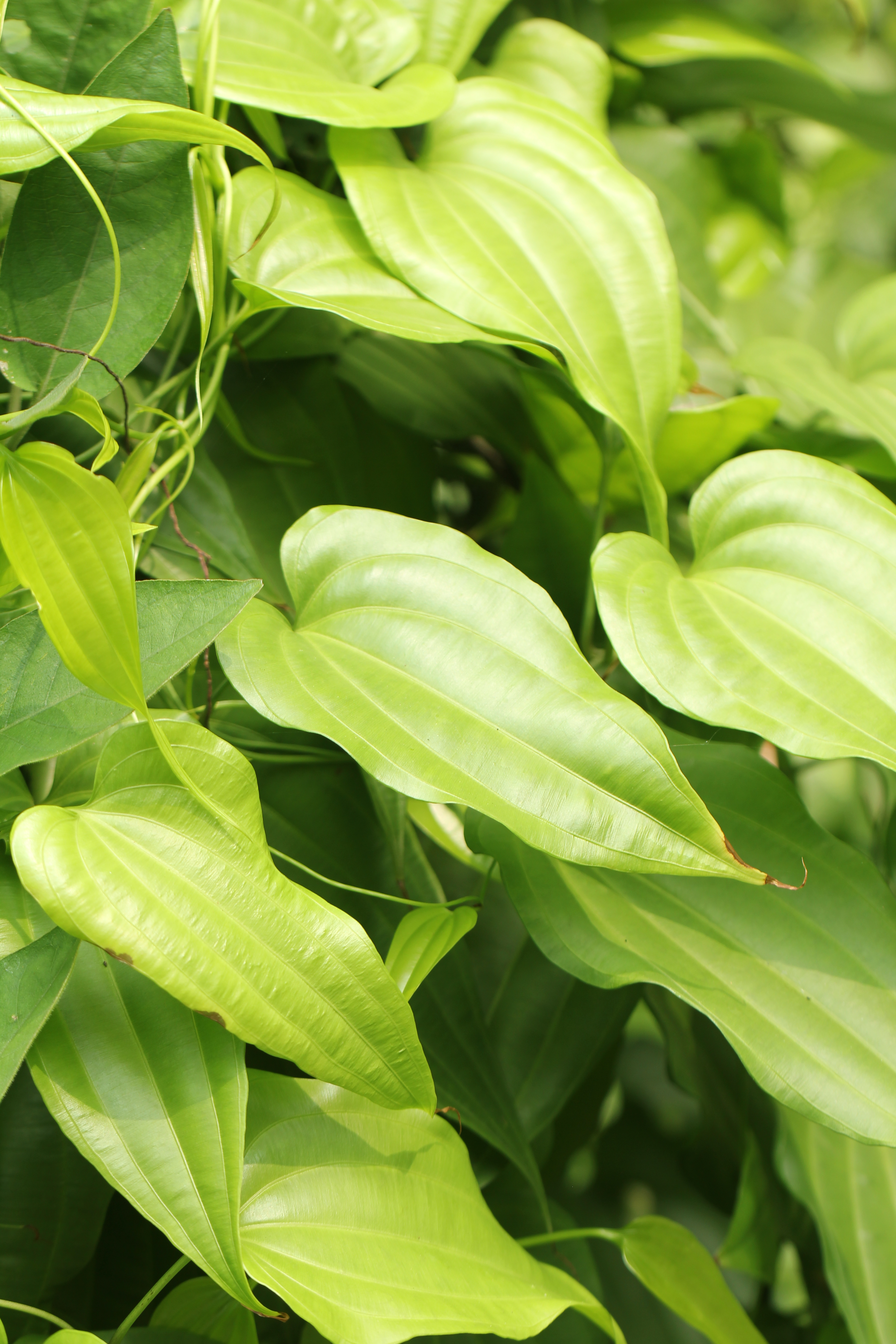
百部的叶片

- 蔓生百部 Manshengbaibu （页面存档备份，存于） 藥用植物圖像數據庫 (香港浸會大學中醫藥學院) （中文）（英文）
- 百部 中藥材圖像數據庫  (香港浸會大學中醫藥學院) （中文）（英文）
- 百部 Bai Bu （页面存档备份，存于） 中藥標本數據庫 (香港浸會大學中醫藥學院) （繁體中文）（英文）
- 叶片上开花的古怪植物:百部

## 延伸阅读
[在维基数据编辑]
 《欽定古今圖書集成·博物彙編·草木典·百部部》，出自陈梦雷《古今圖書集成》
 《植物名實圖考·百部》，出自吳其濬《植物名實圖考》